# 25662 Chonofsky
25662 Chonofsky è un asteroide della fascia principale. Scoperto nel 2000, presenta un'orbita caratterizzata da un semiasse maggiore pari a 2,7515605 UA e da un'eccentricità di 0,0949194, inclinata di 2,10526° rispetto all'eclittica.